# 大分イベントホール
大分イベントホール（おおいたイベントホール）は、大分県大分市に立地していた多目的ホールである。管理運営は株式会社豊の国健康ランド。

## 概略
1983年（昭和58年）4月オープン。
1階に大ホール、2階に中ホールを備える。
利用用途としては展示会や見本市、コンサート、舞台、講演会、さらにはボクシングやプロレスなどの興行にも使用されている。
敷地内には豊の国健康ランドもあるが、いずれの施設も新型コロナウイルスの感染拡大による経営悪化と老朽化のため、2021年7月31日をもって閉館となる

## 施設
- 敷地面積：5,000坪
- 大ホール（1階）
  - 椅子席：2,000席
  - テーブル席：1,000席
- 中ホール（2階）
  - 椅子席：300席
  - テーブル席：150席

## 交通アクセス
- JR大分駅より徒歩10分